# بيتشاقتشي
بيتشاقتشي هي قرية في مقاطعة شاهين دج، إيران. يقدر عدد سكانها بـ 151 نسمة بحسب إحصاء 2016.